# 国鉄シキ100形貨車
国鉄シキ100形貨車（こくてつシキ100がたかしゃ）は、1940年（昭和15年）に1両のみ田中車輌で製造され、日本国有鉄道（国鉄）およびその前身である鉄道省ならびに日本貨物鉄道（JR貨物）に車籍を有した80トン積み低床式大物車である。製造当初は日本で最大の荷重を持つ貨車であった。また、後に吊り掛け式の梁を製作して使用されたこともある。

## 概要
本形式は戦時の重工業、軍需の要請により製造された。
車体全長は25,200 mmで、低床部の長さは5,000 mm、低床部のレール面上高さは788 mmであった。台車は、2軸ボギー台車を外側に、3軸ボギー台車を内側に備えた2-3-3-2複式ボギーで、合計4台車10軸であった。車体は鋲接で組み立てられていた。空気ブレーキはKD203形を装備していた。大戦後に補強工事を受けて、荷重90 トンまで使えるようになった。
また、1954年（昭和29年）3月に富士電機が変圧器の輸送用に本形式の枕枠までを利用して、低床式の荷受梁の代わりに装備する吊り掛け式の梁を日本車輌製造で製造した。この梁を装備すると、95トン積み吊り掛け式大物車となった。吊り掛け式の梁はトラス構造になったものであった。富士電機ではこの梁による輸送の成果を受けて、1955年（昭和30年）にシキ160形を製作して本格的に吊り掛け式による輸送を開始した。
本形式は、1987年（昭和62年）の国鉄分割民営化に際して、JR貨物に車籍が承継されたが、1994年度（平成6年）6月に廃車となった。